# アズマリム
アズマ リム（Azuma Lim）は、日本のバーチャルYouTuber。愛称はアズリム（Azulim）。

## 概要
当初は企業に所属して活動を行っていたが、現在は独立し、バイク好きのバーチャルなモトブロガーとして個人で活動中。動画編集や配信・グッズ製作等をほぼ一人で行っている。
髪は白ないし薄紫、瞳は赤茶または茶。猫耳のついたパーカーを着て、ニーソックスを履いている。キャラクターデザインは、イラストレーターのU35。
動画開始時の挨拶は「おつおつおー」。一人称は「アズリム」で、ファンのことは先輩・センパイと呼ぶ。
17歳のバーチャル女子高生として活動を開始したが、2025年3月16日投稿の動画「ついにこの日が…！卒業します！」にて、高校を卒業し、大学生になることを発表した。年齢もすでに18歳になっているとし、大学入学や普通自動車免許・大型二輪免許の取得も可能であると説明した。なお、入学した大学は放送大学である。
計算技術検定1級、危険物取扱者乙種4類の資格を持っている。
2021年5月に小型限定普通二輪MTの免許を取得し、初のバイク車載動画を投稿してからは、バイク好きとしての活動も知られるようになってきている。それまでは自転車にも乗れなかった。愛車はホンダ・スーパーカブ C125の「てんとう虫号」。
いわゆるバーチャルYoutuberであるが、公式表記では「バーチャル生物」としている。
動画制作での主な使用ソフトはAfter Efectsなど。

## 活動内容

### 活動開始当初
2018年3月1日、最初の動画を投稿し活動をスタート。
主な活動内容は歌、踊り、ゲーム実況など動画投稿と生放送。松屋フーズの牛丼が好きと公言し、ファンの総数や登録者数を、松屋なら何店舗分にあたるか換算していた。突飛な言動と、非常にハイクオリティな生放送で当初から話題を呼んだ。当時の他のバーチャルYouTuberの生放送と比べトラッキング技術が高く、この技術を利用してソーラン節を踊ることもあった。しかし体力がないため、踊り終わると激しく息切れし、頻繁に水を飲んでいた。

### 独立後
2020年7月7日以降、個人での活動を開始。以前から反響の大きかったホラーゲームの実況や、歌ってみた動画の投稿、オリジナルグッズ製作、メンバーシップ限定配信などを行う。
2021年に小型二輪MT免許を取得した後は、得意の編集技術を活かし、バイクによるツーリング動画など、実写映像に自身の姿が自然に溶け込んだ動画を投稿している。また、「#またがリム」を付けてSNSに投稿されたファンのバイクに、自身がまたがるという企画も行っている。

## 来歴
2018年
- 3月1日、初の動画投稿。10日後に登録者数が1万人を突破する。チャンネルの開設は2月
- 6月17日、eスポーツイベント「RAGE 2018 Summer」に参加。
- 9月16日、eスポーツイベント「RAGE 2018 Autumn」に参加。 オープニングアクトで「人類みなセンパイ！」を初披露。引き続いて富士葵と共演。
- 9月28日、バーチャル空間上で音楽イベントをするためのクラウドファンディング「バーチャル音楽フェス 制作プロジェクト」の募集を開始。かしこまり、天神子兎音、ときのそららとともに参加。約一か月後に目標金額である500万円を突破した。
- 10月18日 - 11月18日、秋フェス2018秋に参加。
- 10月20日、渋谷音楽祭の一環であるバーチャルハロウィンナイトに出演。
- 11月3日、ニコニコ超パーティー2018の第3部に出演。
- 11月1日、初のオリジナル楽曲「人類みなセンパイ！」の配信が開始された。作詞は畑亜貴、作曲はまふまふと田中秀和。
- 11月25日、動画投稿で活動を再開。

2019年
- 3月5日、テレビアニメ「けものフレンズ2」にパフィン役で出演。
- 4月10日、バーチャル音楽フェスに出演。
- 6月22日、怪我の治療による療養を発表。
- 12月9日以降、後述する事務所側のトラブルにより活動を休止。

2020年
- 7月7日、公式Twitterにて、アズマリム本人から活動再開が発表される。弁護士の協力のもと本人に権利を譲渡する準備が進められ、以降個人での活動を開始。同時期に株式会社Chiseyからも、活動再開に関する発表がされる。
- 9月18日、公式Twitterにて、本人に権利が完全に移譲されたことと、未払いとなっていた報酬が関係各社より支払われたことが発表される。同時に株式会社Chiseyからも、アズマリムが一人立ちする旨のコメントの付記がされる。
- 10月4日、文化放送 超A&G+にて、単独ラジオ番組「アズリムどやっ！」が放送開始(翌年3月まで放送)。

2021年
- 5月24日、バイクでの公道デビューの動画を投稿。
- 8月25日、チャンネル登録者数が20万人を突破。
- 12月28日、独立時の移行処理に関する不備について、株式会社CyberZ取締役（旧株式会社CyberV代表取締役）からファンに対しての謝罪書面が公開。諸問題が解決の方向に向かっていることの説明がされる。

2022年
- 1月7日、オフィシャルウェブサイトを開設
- 3月23日、Instagramのフォロワー数が1万人を突破。
- 8月19日、合成音声サービス CoeAvatar「アズマリム Mk-Ⅱ（アズマリム マークツー）」リリース。
- 12月1日、独立時の資産譲渡における前譲渡会社である株式会社Chiseyを被告とする訴訟手続とその判決についての発表がされ、2019年から活動に支障をきたしていた全ての事態が終結したことが報告された。

2023年
- 7月8日、新曲「夢見るモーターサイクル・ガール」配信開始。
- 12月25日、「夢見るモーターサイクル・ガール」のMV公開

## 出演

### テレビ番組
2018年
- 星屑リベンジャーズ（8月13日・8月27日・9月3日、AbemaTV・メ〜テレ）
- VIRTUAL BUZZ TALK!（11月9日・11月16日、TOKYO MX）
- のとく番〜アイは世界を繋ぐ〜（12月1日、BS日テレ） - 番組内で開催された「バーチャルYouTuberランキング2018」でのランキングは55位。

### インターネット番組
2018年
- Vカラ女子会（2018年11月14日、AbemaTV）

2020年
- アズマリム再始動スペシャル（2020年7月10日、超!A&G+）
- アズリムどやっ！（2020年10月4日-2021年3月28日、毎週日曜放送、超!A&G+）

### テレビアニメ
- けものフレンズ2（2019年、パフィン[30]）

### イベント
2018年
- RAGE バーチャルYouTuber GRAND PRIX〜2018 Summer〜（6月17日）
- RAGE バーチャルYouTuber GRAND PRIX〜2018 Autumn〜（9月16日）
- 秋フェス2018秋（10月27日）
- Mi:Live2018（10月27日）
- ニコニコ超パーティー2018（11月3日）

2019年
- C3AFA 香港（2月22日）
- バーチャル音楽フェス（4月10日）
- DIVE XR FESTIVAL（9月22日）
- 人類みなセンパイ計画（9月28日）

#### 2020年
- 渋谷らくご創作大賞（12月15日 東京・ユーロライブ）[55]

## ディスコグラフィ

### オリジナル楽曲
| 発売日        | タイトル                       | 楽曲製作者                                            | 規格                                  |
| ------------- | ------------------------------ | ----------------------------------------------------- | ------------------------------------- |
| 2018年11月1日 | 人類みなセンパイ！             | 作詞：畑 亜貴 作曲・編曲：まふまふ 、田中秀和(MONACA) | デジタル・ダウンロード                |
| 2023年7月8日  | 夢見るモーターサイクル・ガール | 作詞・作曲：カジヒデキ 編曲：新井俊也                 | デジタル・ダウンロード CD（限定販売） |

### 参加作品
| 発売日        | 楽曲                     | 歌         | 収録作品      | 楽曲製作者                             | 規格                       |
| ------------- | ------------------------ | ---------- | ------------- | -------------------------------------- | -------------------------- |
| 2021年7月17日 | ぼっちしか勝たん!!ライフ | アズマリム | VirtuaREAL.03 | 作詞：ginkiha、VOL 作曲・編曲：ginkiha | デジタル・ダウンロード、CD |

## タイアップ
- プロジェクト東京ドールズ（2018年12月7日 - 12月27日）[57]
- 42(FORTYTWO) （2019年2月22日-2月24日）[58]
- オンゲキ　(楽曲提供)

## トラブル

### 運営告発騒動
2018年11月8日、Twitterの公式アカウントにて、「不本意な活動をコンサルタントや運営会社によってさせられるかもしれない」「転生したことにして性格を変えられるかもしれない」という趣旨の発言があった。バーチャルYouTuberとそのファンの間において転生とは魂、つまりバーチャルYouTuberの演者を入れ替えることを指すが、本件においては「生まれ変わったという設定で別人格を演じる」という趣旨であった。なお、アズマリムの演者が誰なのかについては、公表されていない。
キャラクターが意思を明確に持って運営サイドを告発するという、この発言に対して他のバーチャルYouTuberの多くが、既存のキャラクターコンテンツとは違い、バーチャルYouTuberは生きている、としてアズマリムを擁護するコメントを出しファンからは不安の声と運営側への不満が出ていた。そのほかの意見としては、企業に雇用されているならやむを得ないという意見、背信行為であり契約違反にあたるのではという意見、さらには単なる話題作りなのではという意見などがある。さらに今回の騒動では、運営側のコントロールを離れて告発したキャラクターに対し、世論の多くは賛同した。一方で、この風潮に危機感を抱いている意見もあった。
同月12日、アズマリムとCyberV、双方から謝罪声明と謝罪動画が発表された。CyberVは「今後の活動などの話し合いを行うなかで、本人の意向を尊重できていなかったことが原因と考え、深く反省しております」と発表、またアズマリムが他の組織へ異動することや、転生することはない、とも発表した。アズマリムは騒動を起こしたこと、無関係の人まで槍玉に挙がってしまったことを謝罪した。また、もうダメだと思って行動したら話し合いの場を持てた、これでアズマリムとして活動していけます、と発表した。

### 運営側との音信不通と活動休止騒動
2019年12月7日、Twitterの公式アカウントにて報酬の未払いや運営スタッフ及び責任者と連絡が取れなくなっていることを告発。それに伴い、「2019年5月以降の報酬を受け取っていない」「連絡が取れない」「約束していた事項を履行してもらえていない」といった理由から、活動が困難になったことを公表、事実上の活動休止を発表した。
この告発によって、関連会社として明かされていたCyberVにファンから非難が集中し、公式サイトが一時的にサーバーダウンする状況も発生。後日、一連の騒動を受けてCyberVは「アズマリムの演者は声優事務所・株式会社81プロデュースの所属」であること、「2019年4月を以て、演者様所属事務所の株式会社81プロデュースとの事業契約は満期を迎え終了」したということを明かし、2019年8月31日付で株式会社Chiseyにて運用することとなり、2019年9月2日に資産譲渡契約書の締結をしていることを公表した。その後、全てのアカウントの更新が停止し、半年以上にわたり進展状況が明かされない状態が続いた。

### 活動の再開と独立
2020年7月7日、長期の沈黙を破り、Twitterの公式アカウントにてアズマリム本人が活動再開を報告。2019年12月9日から全てのアカウントにログインができない状態であり、現在まで弁護士の協力のもと諸問題の解決に取り組んできたことが明かされた。その結果、本人に権利が移譲され、個人で活動できるようになったことを発表。同時に、運営が移管したとされていた株式会社Chiseyからも、活動再開と本人へのプロジェクト移行についての報告がされた。なお、株式会社CyberVに関しては同年6月30日に解散している。
同年9月には、本人への資産譲渡契約の締結が完了したこと及び関係各社から未払い分の報酬が支払われたことが報告され、これをもって運営が完全に個人へ移行することとなった。
2021年12月28日には、株式会社CyberVの代表取締役名義での謝罪書面が公開され、権利の移行に関する同社との間の問題については円満な解決に至ったことが発表された。
また、独立後の活動において、誹謗中傷、事実と異なる情報発信、関係者を名乗る行為、及び自身や第三者の名誉を損なう事に繋がる情報発信（ニュースサイト等での記事化も含む）は控えてほしい旨や、状況の報告が特定の法人や個人を糾弾する趣旨ではない旨の発信も行っている。未払い問題に関しては、同じように苦しむ人が減ってほしいとの思いから、相談先等を自身の経験をもとに解説した動画を投稿している。

### 不当利得返還等請求訴訟及び事態の終結
2022年12月1日、個人で活動を始めた後もなおYoutube等の一部の収益が資産譲渡の前譲渡会社である株式会社Chiseyから支払われず、連絡も取れなくなった為、不当利得返還等請求訴訟を実施し、支払いが認められる判決が得られたことがアズマリムおよび代理弁護士の小野田峻氏より発表され、2019年から生じていた一連の問題の経緯についても改めて説明がなされた。
アズマリムは2018年3月に株式会社CyberV所属として活動をスタートしたが、2019年4月頃から、同社の事業方針の変更に伴い、事業主体をアズマリム自身に移行させる方向となった。事業資産の譲渡にあたっては、同社の事情により、株式会社Chiseyに一旦資産を譲渡させた上で、そこからさらにアズマリム自身に譲渡する方向で調整が進められ、2019年8月、まずはその二社間で資産譲渡契約がなされた。これに伴い、アズマリム自身も一人で運営が出来るように準備をしていたが、株式会社Chiseyへの資産譲渡直後から関係各社と連絡がつかなくなり、自身への資産譲渡が予定通りに実施されず、活動に伴う収益も支払われないという状況が続き、同年12月に活動が困難であることを公表するに至った（報酬の未払いは同年5月から発生しているが、株式会社Chiseyに資産譲渡された同年8月までの間の未払いについては、その後の2020年9月の報告までに支払いがなされた）。翌年2020年1月から代理人弁護士と共に、関係各社との間で各種の法的な調査や申し入れ等を続けてきたが、株式会社Chiseyからの資産譲渡についてはなかなか進捗が得られず、同年7月頃、株式会社CyberVが解散する状況と並行してようやく、当初の予定通りアズマリムが個人として活動を再開させる方向で話が進み始めた（活動再開に先んじて株式会社Chiseyから発表がされたが、アズマリム本人の了解を得ない内容であった）。実際にアズマリム自身への資産譲渡契約が締結されたのは同年9月のことであったが、その後もなお、契約に基づくYoutube等の活動上の収益の一部について支払いがなく、活動上必要なデータの移行が実施されないなど、契約に基づく義務の履行がなされない状況が続き、さらに2021年6月頃を最後に、弁護士間の協議でさえ音信不通になってしまったため、やむを得ず、同年7月に訴訟を提起するに至り、アズマリムの活動に関する収益の相当額について支払いを命ずる旨の判決が得られることとなった。
訴訟の審理過程において、株式会社Chiseyはアズマリム本人へ資産譲渡をするまでの間に、本人に申告することなく、外部の企業との間で事業の権利者であることを利用した使用許諾の新規契約や契約の更新を行い受領していた対価が存在することが明らかになったため、本件判決は控訴の必要性・相当性が認められる事案であることや、資産譲渡契約の債務不履行に基づく損害賠償等の別訴の選択肢もあるとの認識をアズマリムの代理弁護士は示したが、アズマリム本人は「この相手方と訴訟を含めたすべてのやり取りを継続することは、多大な負担を伴うため、現時点では考えていない。」という意向であったため、本件についてのアズマリム側の対応は終了となった。
これをもって、アズマリムの活動に支障をきたす事態は全て終結となった。